# Canon EF 100-200mm f/4.5A
El Canon EF 100-200mm f/4.5A és un teleobjectiu zoom de la sèrie L amb muntura Canon EF.
Aquest, va ser comercialitzat per Canon el desembre de 1988, amb un preu de venta suggerit de 32.900¥.
És un dels pocs objectius "A", els quals només disposen d'enfocament automàtic
Aquest objectiu s'utilitza sobretot per fotografia de fauna i esport.

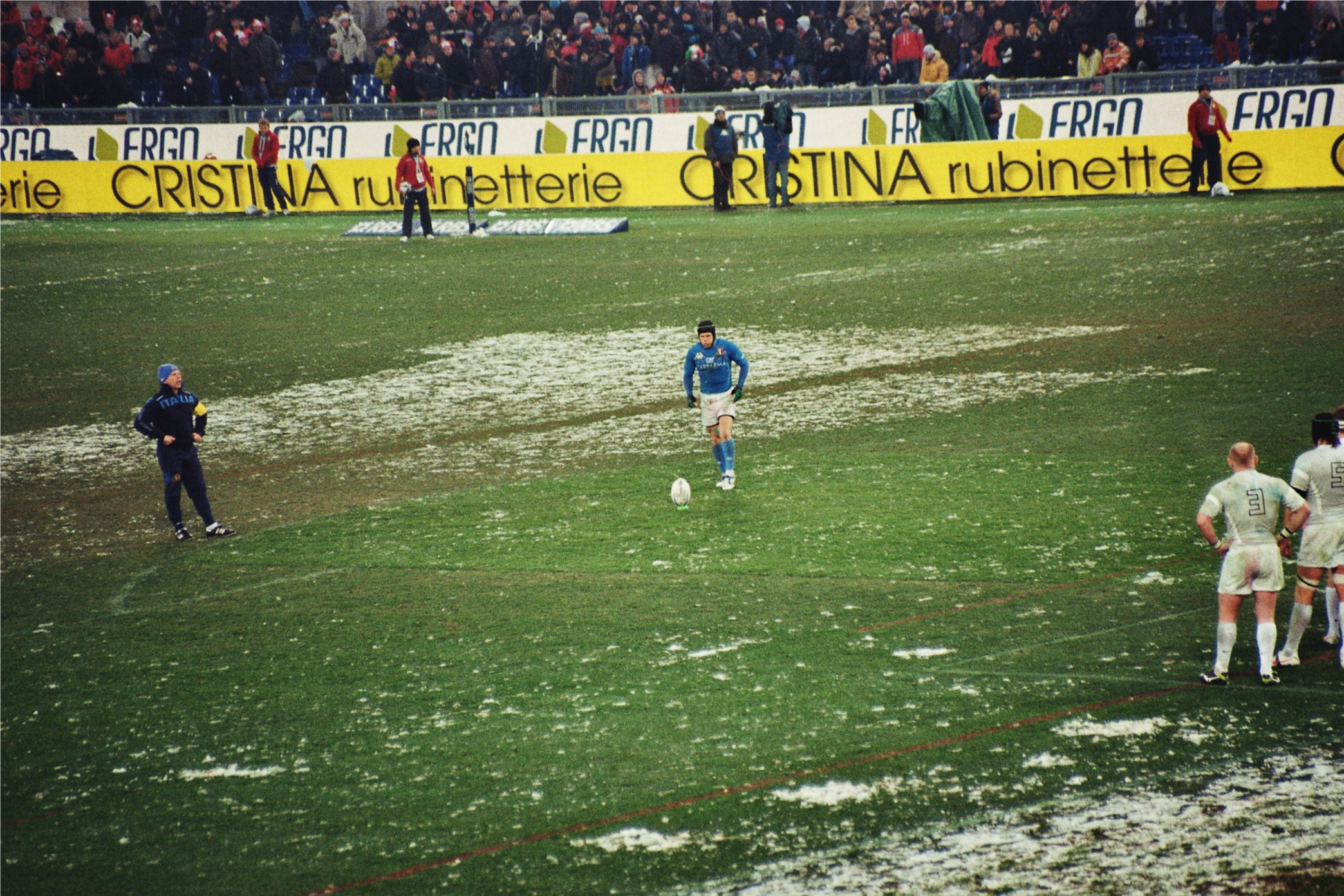
Esportista fotografiat amb el Canon EF 100-200mm f/4.5A

## Característiques
Les seves característiques més destacades són:
- Distància focal: 100-200mm
- Obertura: f/4.5 - 32
- Motor d'enfocament AFD (Arc-from drive)[4][5]
- Distància mínima d'enfocament: 190cm
- Rosca de 58mm

## Construcció[4]
- El diafragma consta de 8 fulles, i les 10 lents de l'objectiu estan distribuïdes en 7 grups.
- Consta d'un recobriment super spectra (ajuda a reduir els efectes fantasma)

## Accessoris compatibles[4]
- Tapa E-58
- Parasol ET-62
- Filtres de gel a mida
- Filtres de 58mm
- Tapa posterior E
- Estoig dur LH-C19
- Estoig tou ES-C17